# Фриман, Эдвард
Эдвард Фриман (Edward (Ed) A. Frieman; 19 января 1926, Нью-Йорк, Нью-Йорк — 11 апреля 2013, Ла-Холья, Калифорния) — американский физик, физик плазмы. Доктор философии (1952), более четверти века преподаватель Принстонского университета, член НАН США (1981) и Американского философского общества (1990). С 1986 года директор Scripps Institution of Oceanography, с 1996 года директор-эмерит и исследовательский профессор. В 1996—2013 гг. старший вице-президент Science Applications International Corporation. Отмечен James Clerk Maxwell Prize for Plasma Physics (2002).
В годы войны был глубоководным водолазом.
Окончил Колумбийский университет (бакалавр инженерии, 1946).
Магистр физики (1948). Докторскую степень по физике получил в 1952 году. Обе последних степени получил в Политехническом институте Нью-Йоркского университета. Также занимался астрофизикой.
Фелло Американского физического общества, член Американской ассоциации содействия развитию науки, Sigma Xi и Нью-Йоркской академии наук и др.
Отмечен Department of Energy Distinguished Service Medal (1980) и Richtmyer Award (1983). Остались супруга, сыновья и дочери, внуки и правнучка.